# Коченевський район
Коченевський район — муніципальне утворення в Новосибірській області Росії.
Адміністративний центр — смт Коченево.

## Географія
Район розташований у центральній частині Новосибірської області. Межує з Коливанським, Чулимським, Ординським,  Новосибірським районами.
Територія району за даними на 2008 рік — 507,2 тис. га, в тому числі сільгоспугіддя — 317,7 тис. га (62,6 % всієї площі). Велика частина району відноситься до лісостепу, лише сама північна околиця знаходиться в лісовій зоні. Ліси розташовані на площі 90,4 тис. га. Територією району протікають річки Ойош і Чик.

## Економіка
Промисловий потенціал району представлений підприємствами залізничного та автомобільного транспорту, зв'язку, електропостачання, підприємствами харчової і переробної промисловості.
Коченевський район є одним з найбільших сільськогосподарських районів області та впевнено входить у першу п'ятірку лідерів з виробництва й реалізації сільськогосподарської продукції.
У сільському господарстві зайнято понад 30 % усіх працівників. Чисельність трудових ресурсів у районі — 28,7 тис. осіб, з них 17,6 тис. зайнято в економіці.

## Населення
| 2002    | 2009    | 2010    | 2011    | 2012    | 2013    | 2014    |
| ------- | ------- | ------- | ------- | ------- | ------- | ------- |
| 46 378  | ↗46 652 | ↗46 753 | ↘43 842 | ↗44 305 | ↗44 833 | ↗44 915 |
| 2015    | 2016    | 2017    | 2018    | 2019    |         |         |
| ↗45 079 | ↗45 483 | ↗45 856 | ↗46 129 | ↘46 012 |         |         |